# Corona di Costantino IX Monomaco

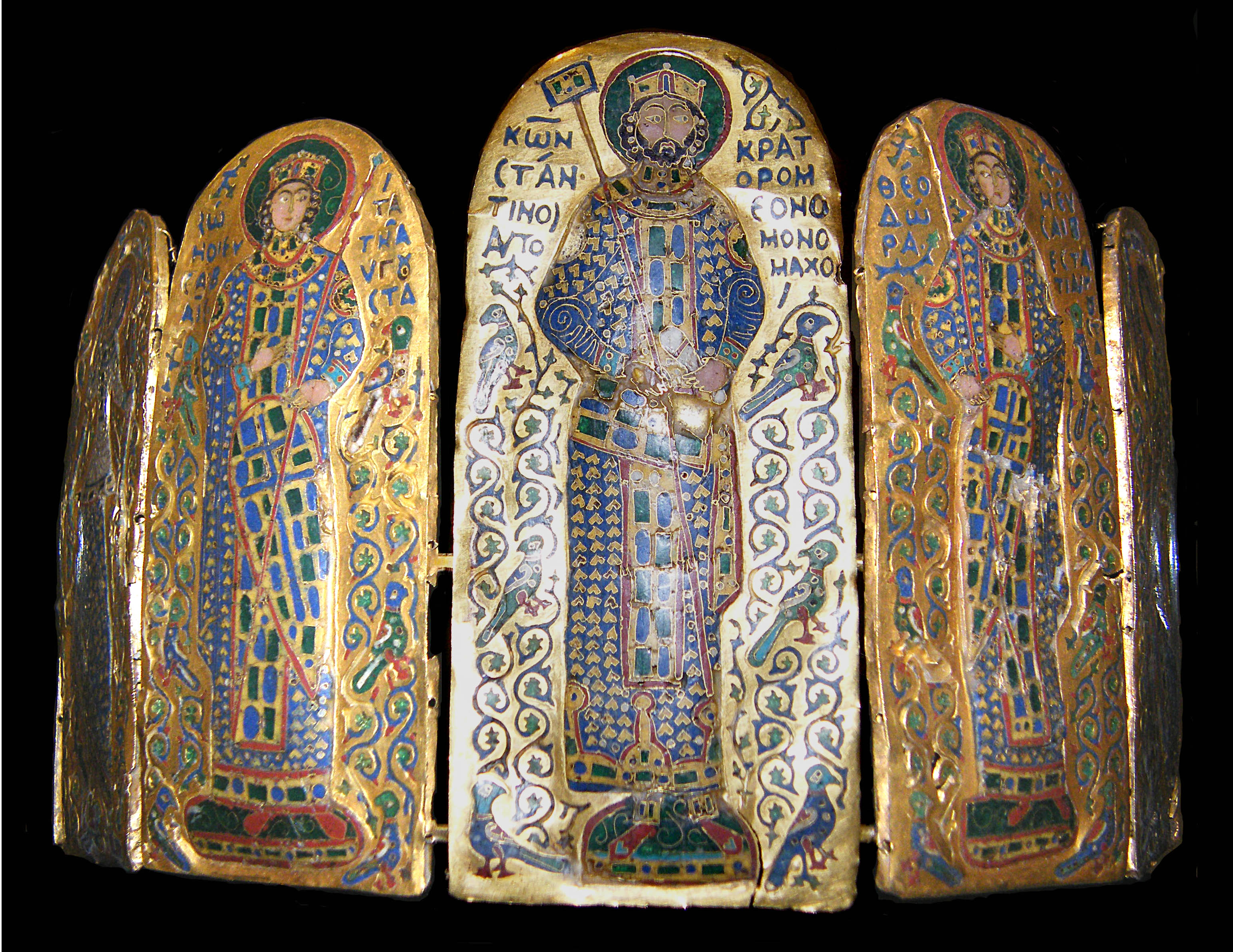
La corona di Costantino IX Monomaco

La corona di Costantino IX Monomaco è un insieme di elementi di oreficeria bizantina incisa, decorati con smalto cloisonné. Attualmente si trova nel Museo Nazionale Ungherese di Budapest. È composta da sette tavolette d'oro raffiguranti l'imperatore bizantino Costantino IX Monomaco, sua moglie Zoe, sua sorella Teodora, due danzatrici e due figure allegoriche. Sono stati rinvenuti anche due medaglioni d'oro smaltati con santi e un piccolo elemento con vetro molato incastonato, che probabilmente non facevano parte dello stesso oggetto. Il gruppo presenta caratteristiche peculiari che lo hanno reso a lungo oggetto di dibattito accademico. Fu probabilmente realizzato a Costantinopoli nel 1042.
Se effettivamente si tratta di una corona, è una delle uniche tre corone bizantine sopravvissute, insieme alla Sacra Corona d'Ungheria di qualche decennio dopo (sempre a Budapest) e al kamelaukion di Costanza d'Aragona.

## Storia

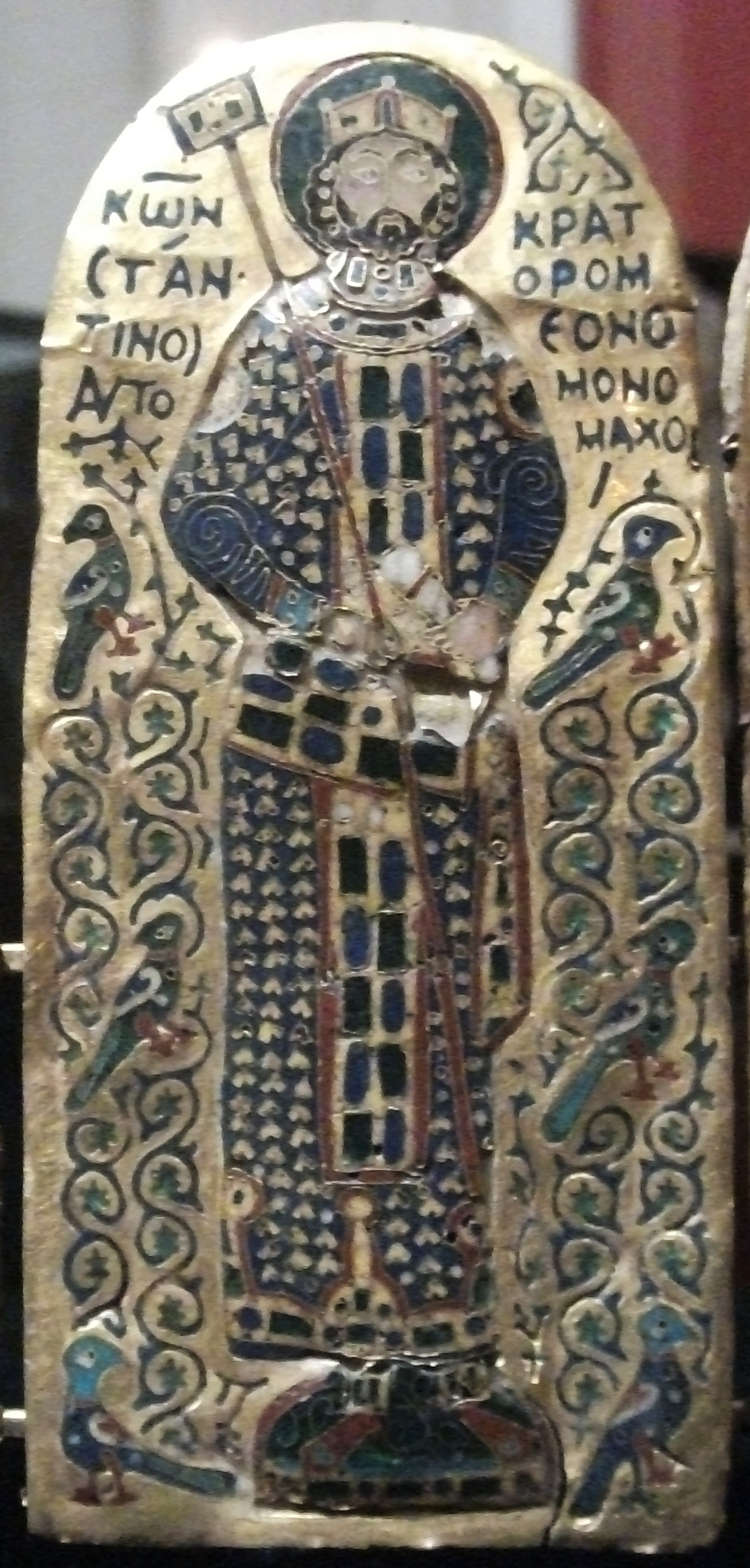
Il pannello centrale, raffigurante Costantino IX Monomaco

Il gruppo fu portato alla luce nel 1860 da un contadino mentre arava vicino all'odierna Ivanka pri Nitre in Slovacchia, all'epoca parte del Regno d'Ungheria. Gli oggetti furono ceduti a un membro della nobiltà terriera locale, che li vendette in quattro transazioni al Museo Nazionale Ungherese tra il 1861 e il 1870. L'ultima vendita avvenne postuma, tramite un commerciante di nome Markovits. Furono venduti anche i due medaglioni più piccoli rinvenuti insieme alle placche della corona, con i busti degli apostoli Pietro e Andrea. I medaglioni non hanno fori per i chiodi, a differenza delle lastre d'oro. Secondo Magda von Bárány-Oberschall e la maggior parte degli studiosi non apparterrebbero alla Corona di Monomaco.
Si è ipotizzato a lungo che la corona fosse destinata a una donna, presumibilmente un dono per la moglie di un re ungherese, o per il re stesso. Nel 1045 il re Andrea I sposò Anastasia di Kiev, figlia del gran principe Jaroslav il Saggio.
Secondo la tradizione, Andrea o la sua regina avrebbero ricevuto la corona da Costantino IX in occasione del matrimonio. Andrea aveva bisogno di una nuova corona poiché Enrico III aveva conquistato la corona originale (presumibilmente donata al re Stefano I da papa Silvestro II nel 1000) dal re Samuel Aba nel 1045 dopo la battaglia di Ménfő e l'aveva inviata a Roma. Secondo la leggenda popolare si trattava della Sacra Corona d'Ungheria o di una sua versione, visto che nessun elemento della corona attuale sembra risalire all'epoca di questi eventi. Il fatto che Andrea, salito al potere verso la fine di settembre del 1046, sia stato incoronato solo nel febbraio del 1047 potrebbe essere attribuito alla necessità di inviare un'ambasciata a Costantinopoli per portare la nuova corona in Ungheria. Con questa corona venne incoronato anche il giovane re Salomone Nel 1057.
Nel 1057 Salomone fu messo sotto assedio da Geza I. Fuggì con la corona e il tesoro in direzione di Presburgo, l'odierna Bratislava per cercare la protezione di suo cognato, l'imperatore Enrico IV. I soldati di Geza lo arrestarono mentre stava guadando il Váh vicino a Ivanka pri Nitre. Salomone fece seppellire il tesoro con la corona e si barricò dietro le mura di Presburgo. Quando Enrico IV lanciò una spedizione nel settembre del 1074 per riportare Salomone sul trono ungherese, l'esercito dell'imperatore deviò lungo la Valle del Váh in direzione di Nitra e Šintava. Si trattò forse di un tentativo di recuperare la corona sepolta vicino al guado di Ivanka pri Nitre.

## Descrizione

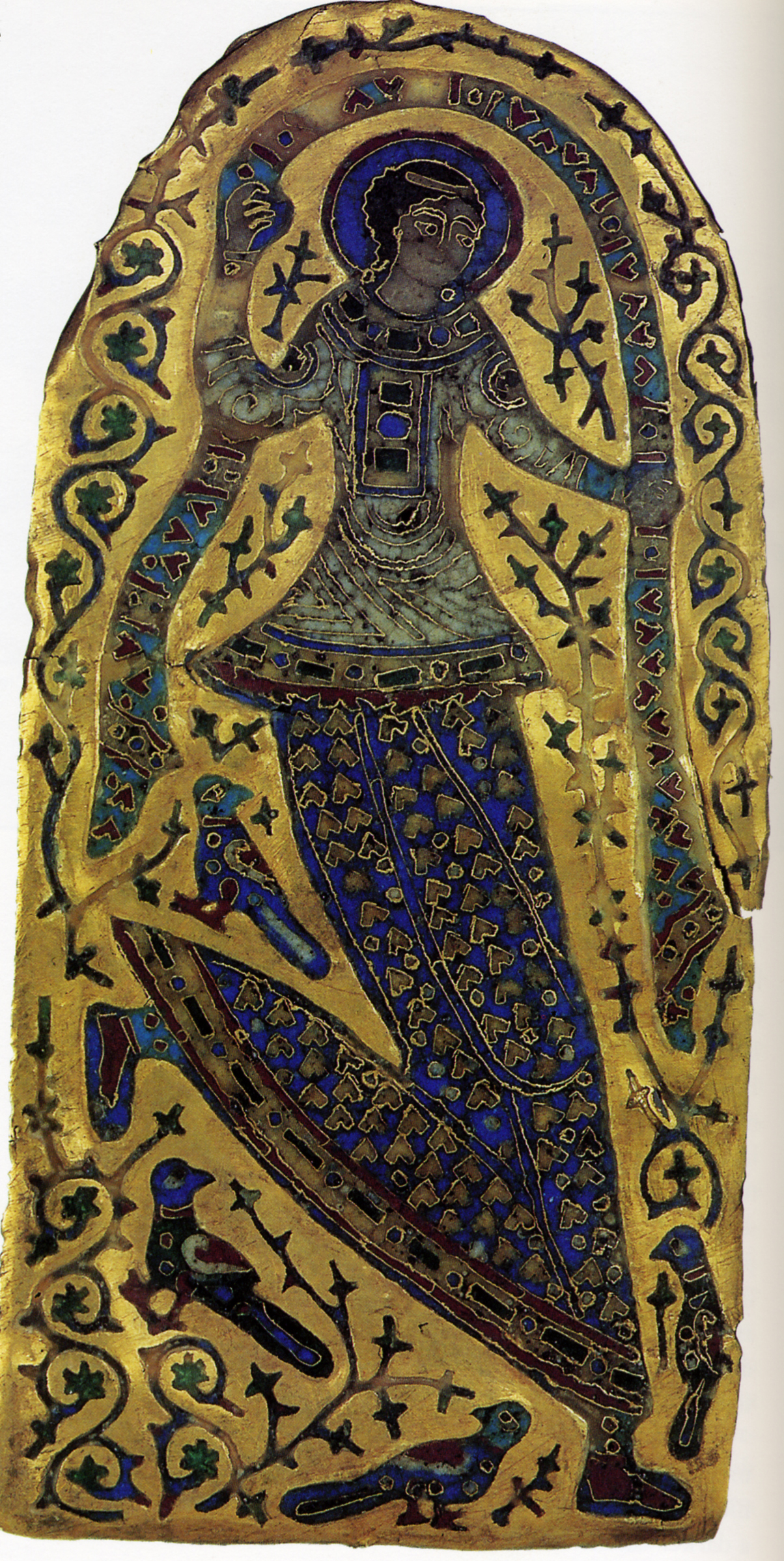
Danzatrice con velo

Le sette tavole d'oro misurano tra 5 e 4,2 cm di larghezza e tra 11,5 e 8,7 cm di altezza. Ogni tavola presenta fori asimmetrici le cui dimensioni e disposizione suggeriscono che le piastre probabilmente erano collegate da una fascia di tessuto o pelle. È possibile che siano stati rinvenuti resti di fasce dorate per il collegamento delle piastre. È possibile inoltre che le sette piastre fossero fissate a un cappuccio di stoffa. Da notare la finitura grossolana della decorazione, la scarsa purezza delle lastre d'oro e la presenza di errori nella raffigurazione delle vesti e nelle iscrizioni.
La tavola centrale è più grande e raffigura Costantino IX Monomaco, che fu imperatore bizantino dal 1042 al 1055. Un'iscrizione sul pannello recita: Κῶνστάντινος Αυτοκράτο Ρομεον ο Μονομαχο (Costantino, imperatore dei romani, il Monomaco). La placca a sinistra raffigura sua moglie Zoe e la placca a destra la sorella di Zoe, Theodora. I pannelli più piccoli a destra e a sinistra delle Imperatrici raffigurano due figure femminili danzanti. Le tavole più piccole presentano le personificazioni di due Virtù. Le figure hanno aureole sul capo e sono circondate da viti in fiore, uccelli e cipressi.
L'imperatore è raffigurato in piedi, con un labaro nella mano destra e un akakia nella sinistra (un sacchetto di stoffa che conteneva polvere e simboleggiava la caducità del mondo materiale). La corona dell'imperatore è decorata alle sommità da tre sfere. Le imperatrici indossano la stessa corona; hanno uno scettro nella mano più vicina all'imperatore e lo indicano con l'altra. L'imperatore indossa le vesti cerimoniali di un sovrano bizantino con decorazioni di edera oltre al loros e al maniakion, simboli bizantini del dominio. Il loros è una fascia decorata con pietre preziose, perle e ricami che avvolge le spalle e i fianchi. Un'estremità del loros cade fino all'orlo, l'altra è legata attorno ad esso. Il maniakion è un ampio collare decorato con perle e pietre preziose.
I tre membri della famiglia imperiale vestono scarpe rosse e poggiano su un suppedion. Entrambe le donne indossano le insegne complete di un'Imperatrice, con la versione femminile del loros, incluso il thorakion a forma di scudo appeso diagonalmente alla cintura. Zoe, che aveva 64 anni nel 1042, è raffigurata in modo idealizzato come una giovane donna. Le loro iscrizioni recitano: "Θέοδώρα ἡ ἐυσαιβεστατι Αυγουστα", Teodora la Pia Augusta e "Ζώη οι ευσαιβαῖστάτη Αυγουστα" ," Zoe la Pia Augusta . Il greco di entrambe le iscrizioni presenta diversi errori.

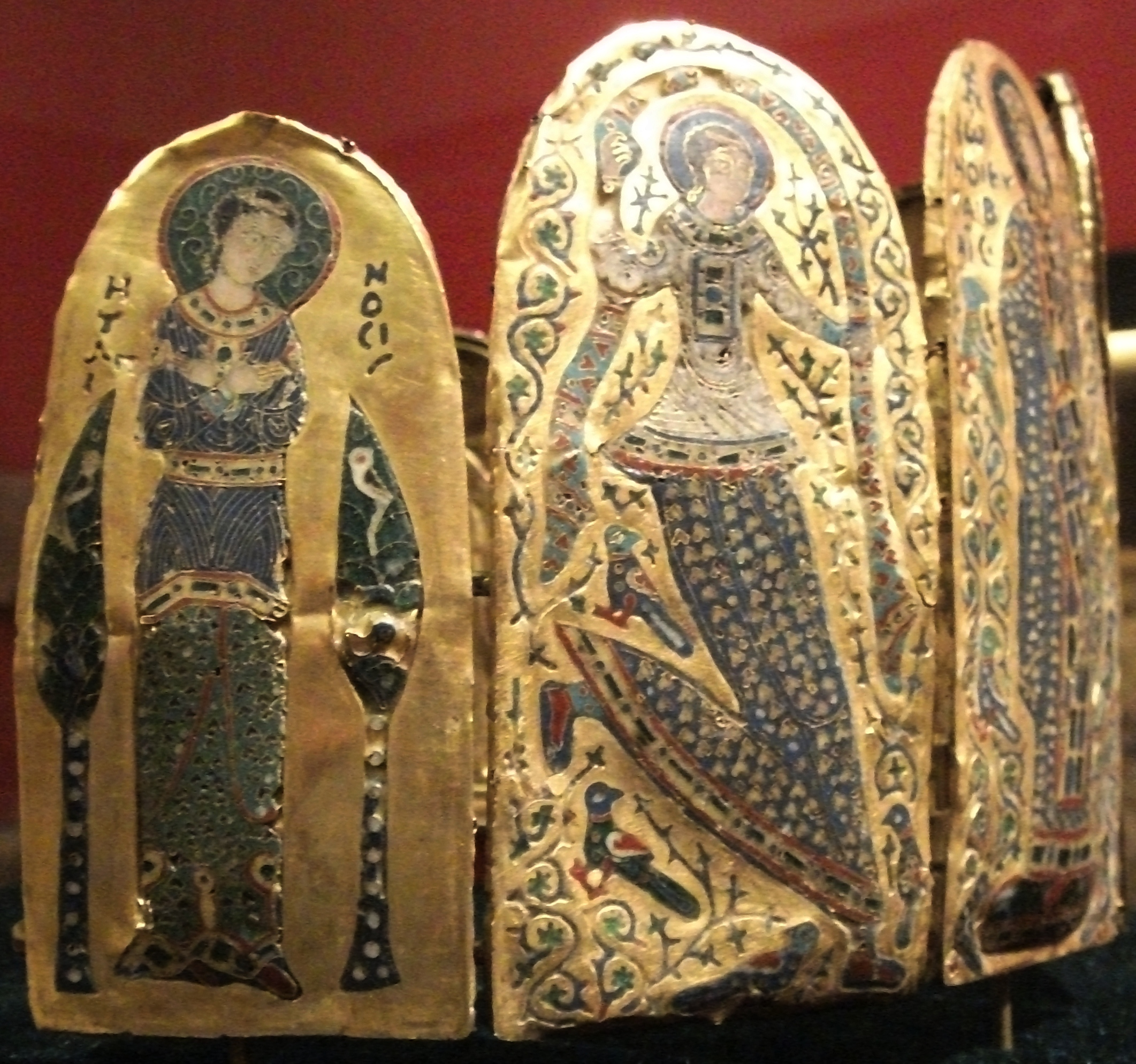
Personificazione dell'Umiltà (a sinistra) e una danzatrice (a destra)

I due elementi più piccoli raffiguranti donne danzanti sono identici. Gli sfondi sono decorati con fogliame e non presentano iscrizioni identificative. Le danzatrici agitano dei veli sopra la testa e piegano la gamba destra all'indietro.
Due pannelli ancora più piccoli raffigurano figure femminili con aureola su un semplice sfondo dorato, con cipressi su entrambi i lati a simboleggiare il Giardino dell'Eden. Secondo le loro iscrizioni rappresentano le Virtù di "η αλιθηα" (ἡ ἀλήθεια, Sincerità) e "η τα <π> ινοσις" (ἡ ταπείνωσις, Umiltà). La Sincerità ha una croce in una mano e indica la sua bocca, mentre l'Umiltà incrocia le braccia sul petto.

## Autenticità e funzione
Magda von Bárány-Oberschall studiò le lastre d'oro nel 1937. Le dimensioni della corona formata dalle placche la portarono a sostenere che dovesse trattarsi della corona di una consorte bizantina dell'XI secolo.

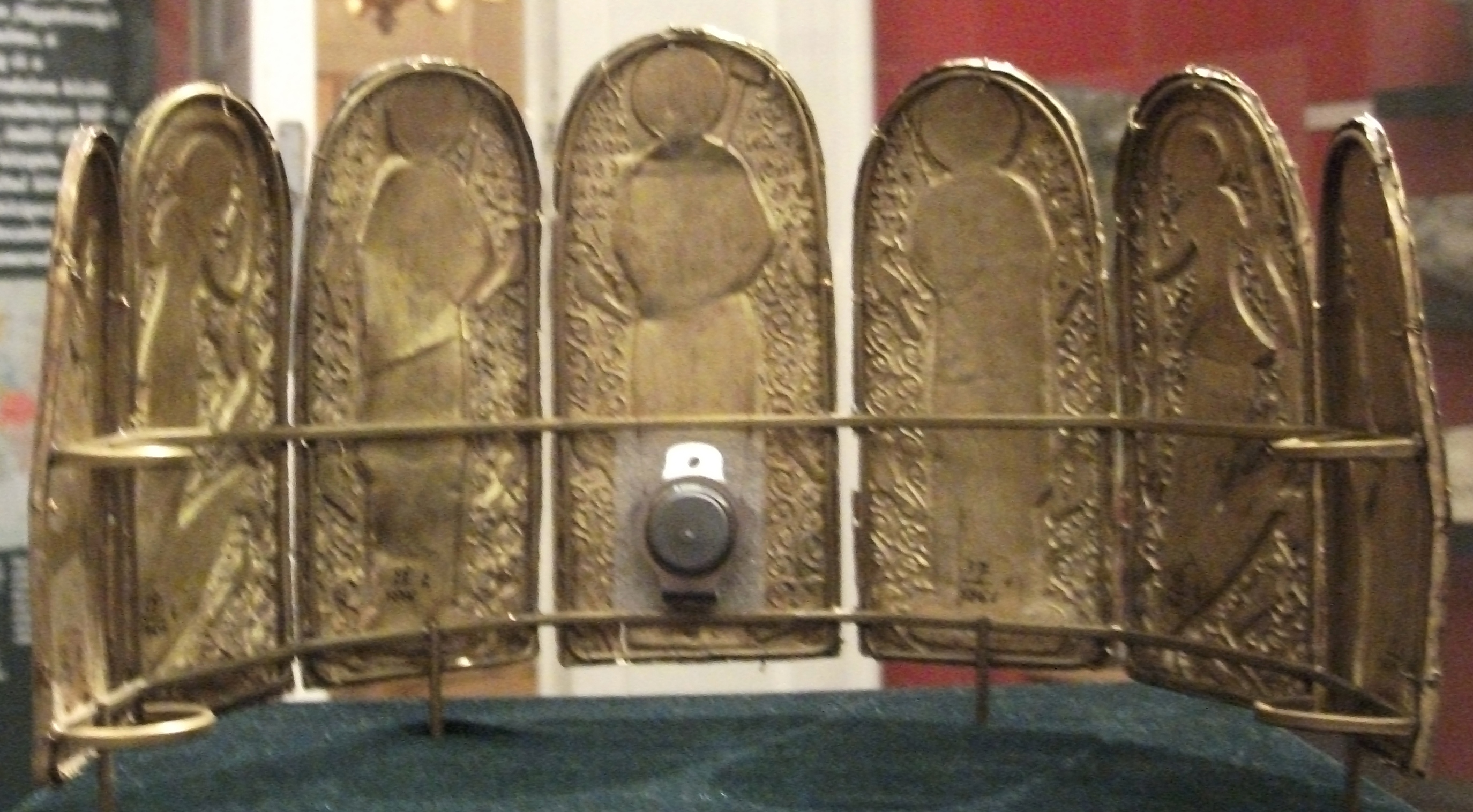
La corona da dietro

Nel 1994 il bizantinista greco Nicolas Oikonomidès sostenne che la corona di Monomaco potrebbe essere un falso del XIX secolo. A portarlo a questa conclusione furono lo stile semplice, la finitura grossolana e le didascalie errate e insolite, oltre alle circostanze del ritrovamento. La corona contrasta fortemente con la Sacra Corona d'Ungheria. Oikonomidès sospettava che il falsario fosse di Venezia, ma non riuscì a dargli un nome.
Etele Kiss del Museo Nazionale Ungherese ha pubblicato un articolo intitolato "Lo stato della ricerca sulla corona del Monomaco e alcune ulteriori riflessioni" che affronta in dettaglio la teoria di Nicolas Oikonomidès. Opponendosi ampiamente a essa, ha affermato che la corona potrebbe essere stata realizzata per essere presentata all'imperatore in un corteo trionfale, spiegando così la presenza delle danzatrici.
Nel 1997 Henry Maguire sostenne che le placche dovevano essere cucite su un supporto in pelle o stoffa. Associava le danzatrici a un "coro di grazie" che si supponeva, almeno nella retorica bizantina, formasse un anello attorno all'imperatore, danzando e cantando le sue lodi. Le decorazioni con uccelli e piante sono metafore delle virtù dell'imperatore.
Nel 2009 Timothy Dawson ha ipotizzato che la corona sia in realtà un bracciale cerimoniale, una versione grandiosa dell'armilla che veniva data ai soldati come premio. Il De Ceremoniis di Costantino VII Porphyrogennetos scritto un secolo prima descrive come all'imperatore venisse donata una corona al ritorno da una vittoria, che poi veniva indossata sul braccio destro. Dawson suggerì che i destinatari più probabili di una tale offerta durante il regno di Costantino IX potessero essere legati alla vittoria su Giorgio Maniace nella battaglia di Ostrobos il 2 febbraio 1043. Si trattava dell'imperatore stesso o di Stefano Pergameno, un eunuco di corte che ebbe un sorprendente successo come generale. Michele Psello ricorda che durante la processione l'imperatore sedeva tra le due imperatrici, cosa che potrebbe spiegare la posizione delle tavole d'oro.
Il trionfo di Stephanos Pergamenos fu approvato dall'Imperatore all'ultimo momento e secondo Dawson una produzione affrettata potrebbe spiegare la finitura grossolana e gli errori di ortografia. Si spiegherebbe così anche la qualità inferiore e la relativa semplicità del pezzo. Lo stesso varrebbe per la raffigurazione dell'imperatore, che sembra fuori luogo su un capo pensato per essere indossato da lui stesso. Se fosse appartenuta all'imperatore, dopo le celebrazioni sarebbe stata conservata nella camera del tesoro imperiale e successivamente inviata in Ungheria come dono diplomatico. In alternativa potrebbe essere stata trafugata da Bisanzio in seguito alla caduta di Pergamenos. Un'altra possibilità è che facesse semplicemente parte del bottino del sacco di Costantinopoli da parte dei crociati nel 1204, o del periodo successivo al dominio latino. Tutti questi resoconti sono speculativi.

## Galleria d'immagini

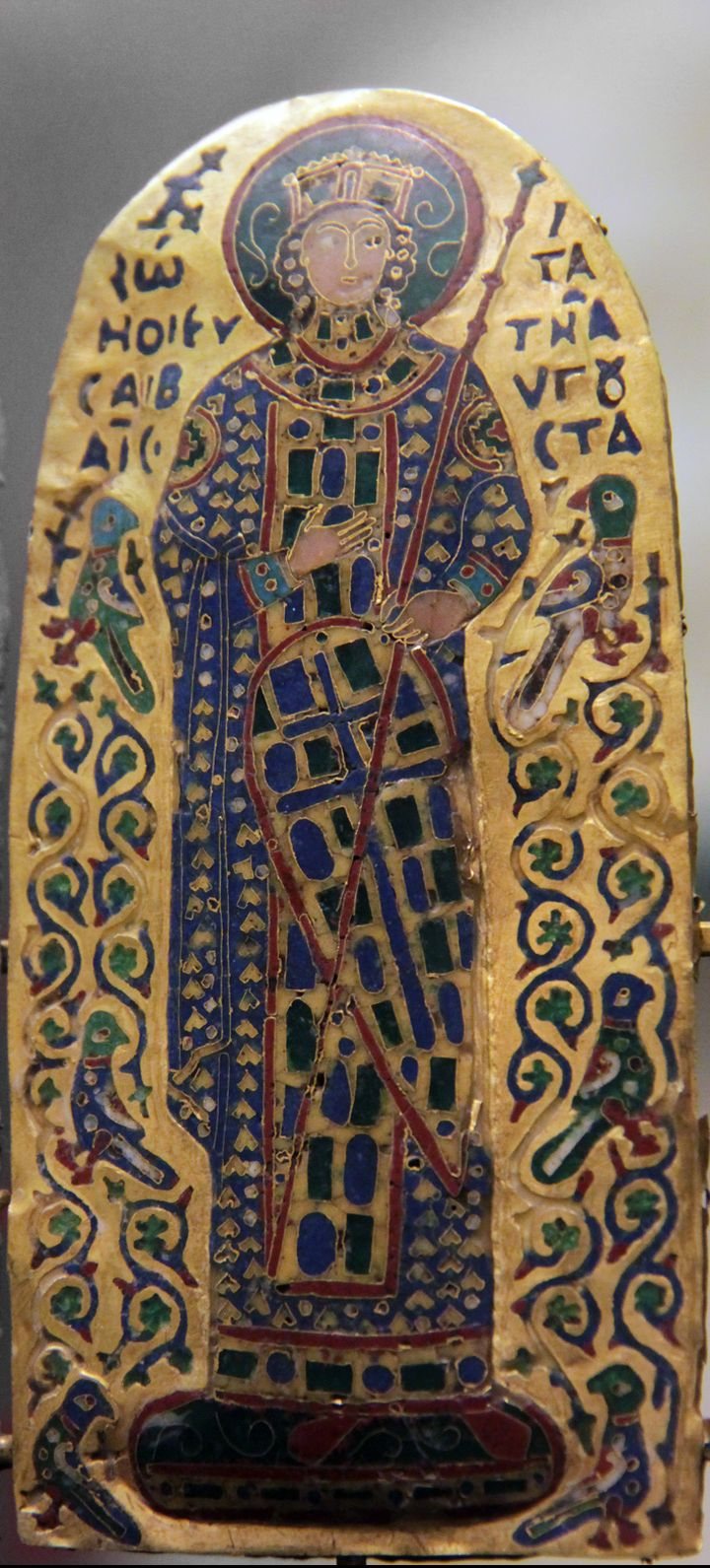
L'imperatrice Zoe
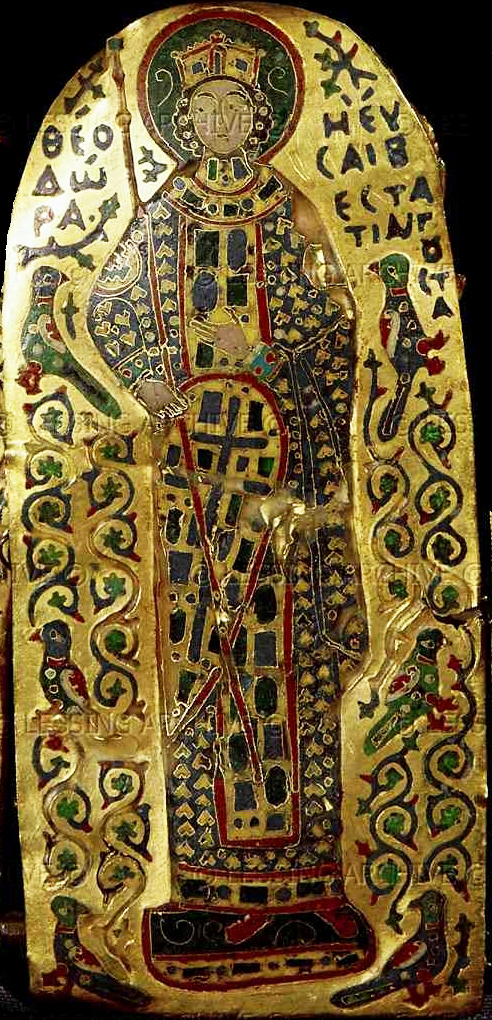
Teodora
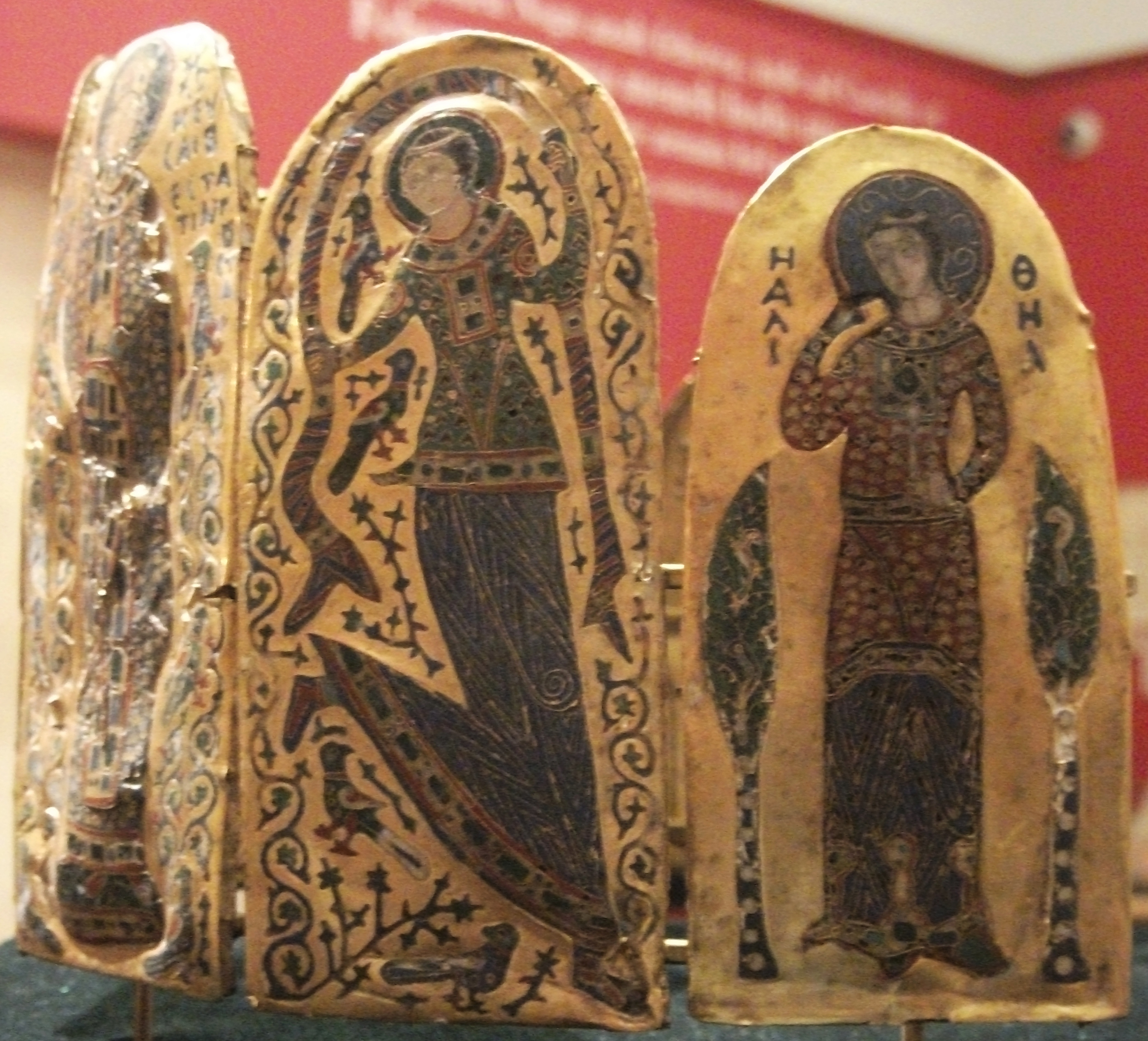
Danzatrice e Sincerità
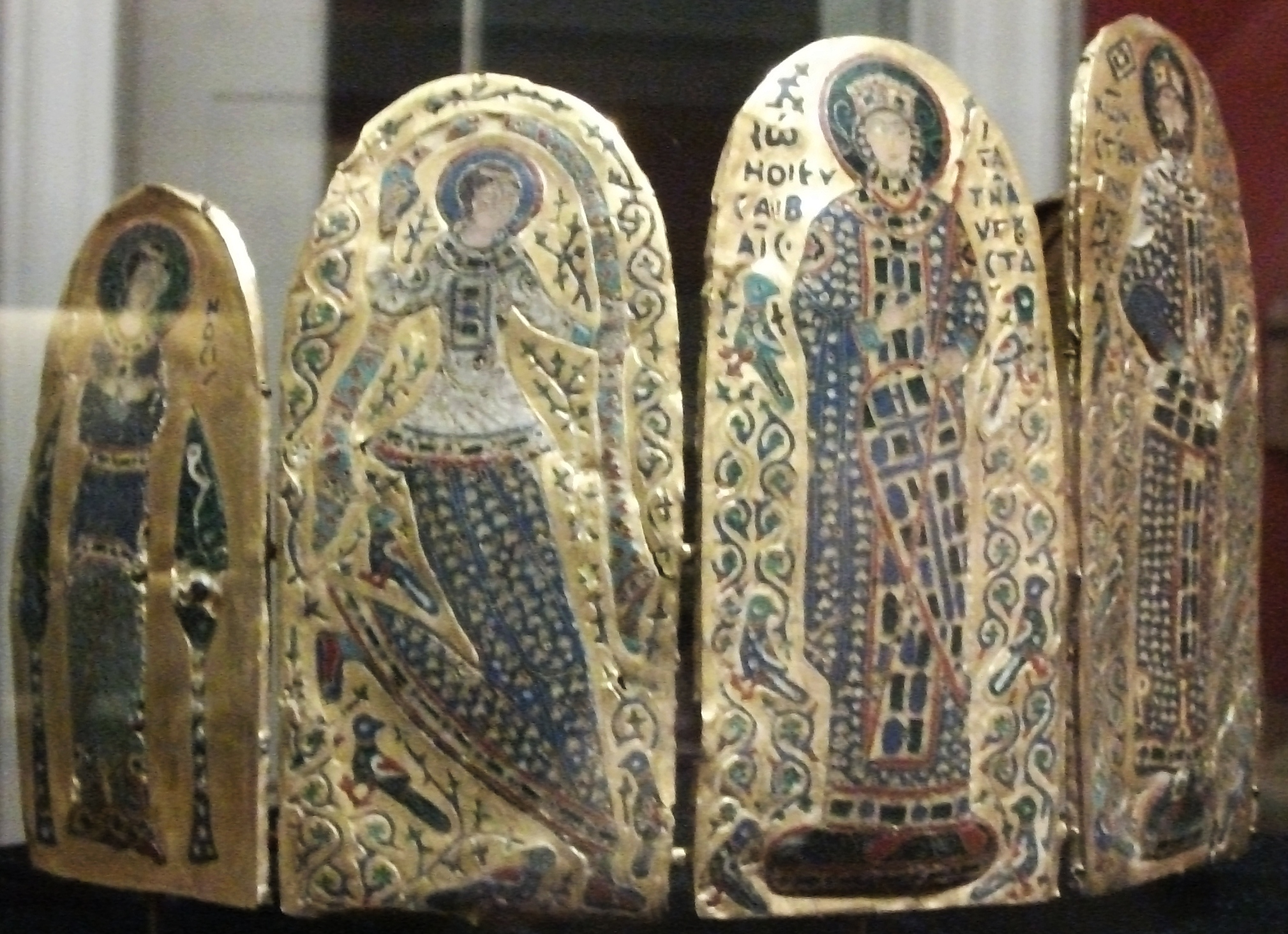
Vista di lato
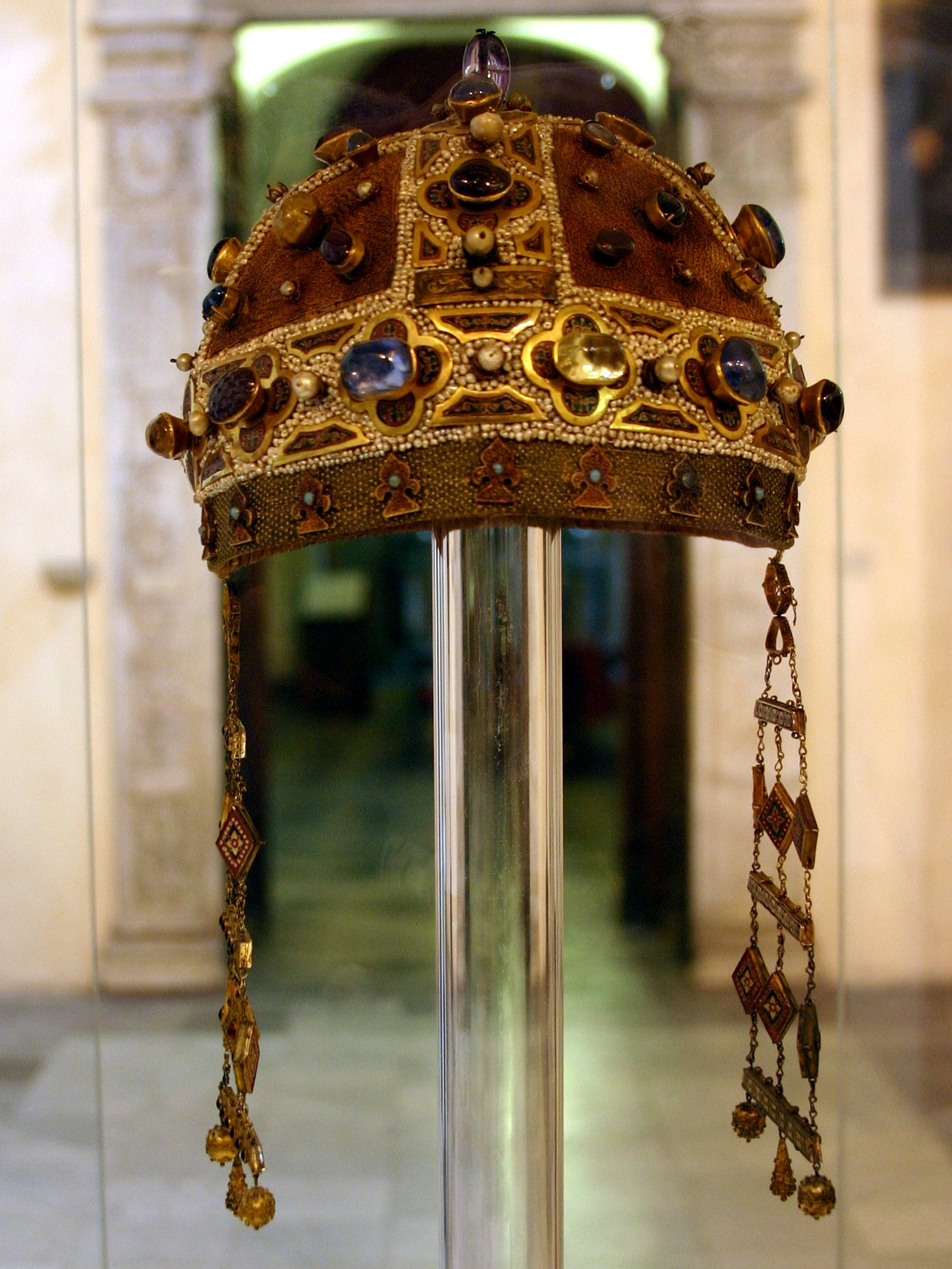
Corona bizantina dell'imperatriceCostanza d'Aragona, XII secolo